# Pokrivalo za glavu
Pokrivalo za glavu dio je odjeće koji pokriva područje glave u svrhu:
- zaštite (od štetnih utjecaja hladnoće, topline, oborina, dima, sunčeva zračenja...)
- dekoracije (modni dodatak)
- vjerske svrhe
- medicinske svrhe
- pripadnosti nekoj skupini
- nenaglašavanju vlastitoga izgleda (skromnosti)

## Oblici
- Kapa
- Beretka
- Mornarska kapa
- Šubara (ušanka)
- Kapa za tuširanje
- Fes (Fez)
- Kruna
- Koroneta britanskog grofa (earla)
- Papinska tijara
- Ukrajinski očipok
- Klobuk (šešir)
- Sulejman I. s turbanom
- Kaubojski šešir
- Nikab
- Pripadnici naroda Bororo
- Potret Nicolasa de Vermonta s perikom

## Vanjske poveznice

### Mrežna mjesta
- Oblici šešira (ilustracije) na stranicama knjižnice Muzeja Metroplitan (engl.)

### Sestrinski projekti
|  | Zajednički poslužitelj ima još gradiva o temi Pokrivalo za glavu |